# Gaultheria anastomosans
Gaultheria anastomosans är en ljungväxtart som först beskrevs av Carl von Linné d.y., och fick sitt nu gällande namn av Carl Sigismund Kunth. Gaultheria anastomosans ingår i släktet Gaultheria och familjen ljungväxter. Inga underarter finns listade i Catalogue of Life.